# Ambasciatori boemi presso la dieta del Sacro Romano Impero

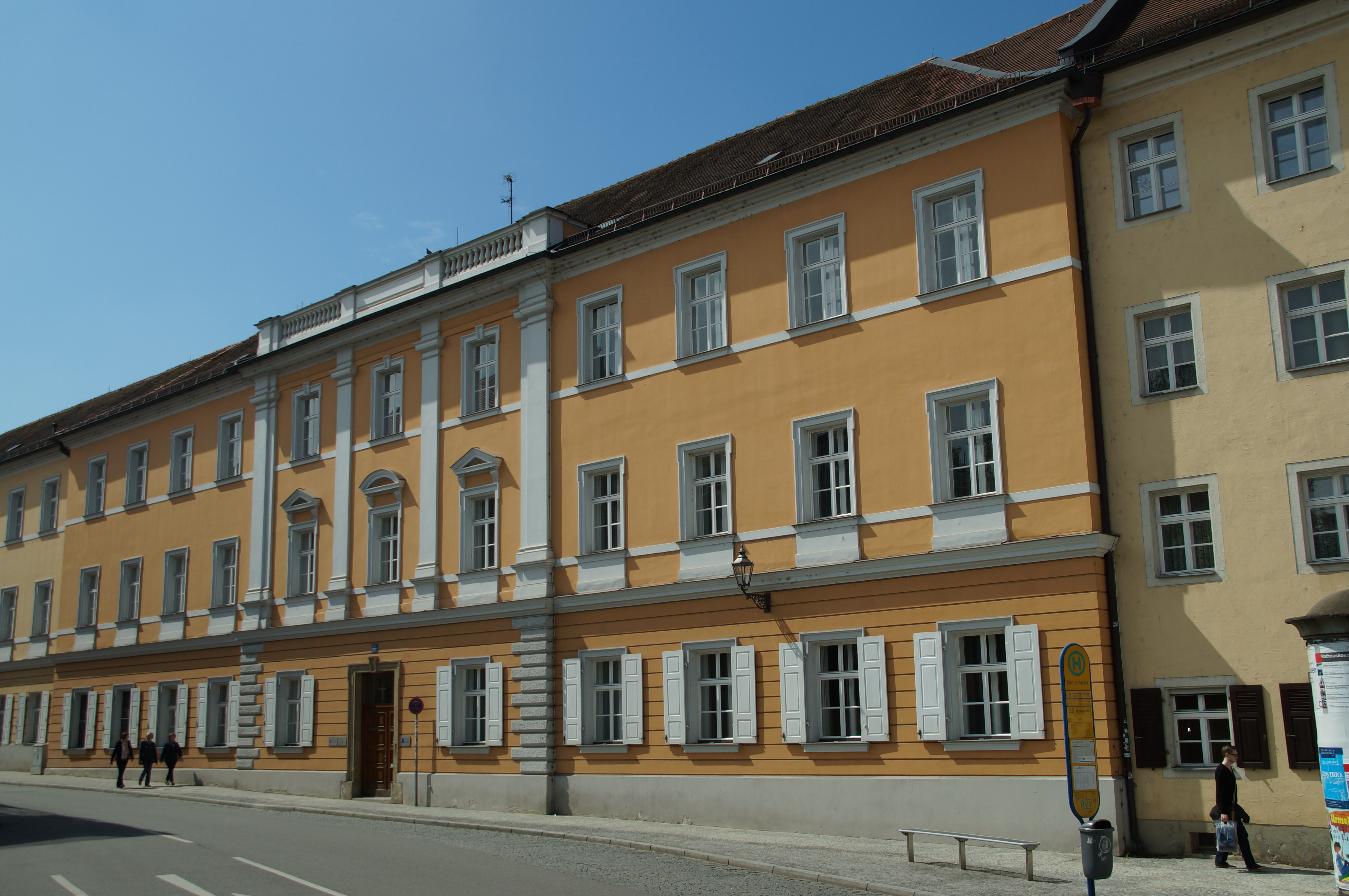
La sede dell'ambasciata boema presso la dieta di Francoforte

L'ambasciatore boemo presso la dieta del Sacro Romano Impero era il primo rappresentante diplomatico della Boemia presso la dieta del Sacro Romano Impero (Reichstag). L'ambasciata boema, insieme all'ambasciata austriaca e al commissario principale, era una delle tre rappresentanze asburgiche al Reichstag. Le relazioni tra l'imperatore e la dieta imperiale vennero formalizzate nel 1708 e proseguirono sino alla dissoluzione del Sacro Romano Impero nel 1806.

## Ambasciatori
- 1708–1709: Franz Ferdinand Kinsky von Wchinitz und Tettau (1678–1741)
- 1709–1722: Franz Karl Wratislaw von Mitrowitz (1670–1750)
- 1722–1725: Ignaz Anton von Otten (1664–1737), chargée d'affaires
- 1725–1729: Franz Wenzel von Sinzendorf-Ernstbrunn (1695–1734)
- 1729–1732: Friedrich August von Harrach-Rohrau (1696–1749)
- 1732–1734: Ignaz Anton von Otten (1664–1737), chargée d'affaires
- 1734–1734: Johann Ferdinand I von Kuefstein (1688–1755)
- 1734–1737: Rudolph Joseph von Colloredo-Waldsee (1706–1788)
- 1737–1740: Johann Joseph von Khevenhüller-Metsch (1706–1776)
- 1740–1745: unbesetzt
- 1745–1748: Franz Philipp von Sternberg (1708–1786)
- 1748–1752: Otto Venantius von Frankenberg und Ludwigsdorf (1700–1753)
- 1752–1764: Christian August von Seilern (1717–1801)
- 1764–1774: Adam Franz von Hartig (1724–1783)
- 1774–1776: Johann Franz Lyncker von Lützenwick (1753–1811), chargée d'affaires
- 1776–1780: Leopold von Neipperg (1728–1792)
- 1780–1785: Ferdinand von Trauttmansdorff (1749–1827)
- 1785–1795: Joseph Johann von Seilern und Aspang (1752–1838)
- 1795–1796: Joseph von Breuner
- 1796–1801: Johann Franz Lyncker von Lützenwick (1753–1811), chargée d'affaires
- 1801–1803: Ferdinand von Colloredo-Mansfeld (1777–1848)
- 1803–1806: Friedrich Lothar von Stadion (1761–1811)

1806: Dissoluzione del Sacro Romano Impero